# Alain Finkielkraut
Alain Finkielkraut (* 30. červen 1949) je francouzský filozof a esejista židovského původu. Je konzervativní orientace, silně ho ovlivnil Emmanuel Lévinas. Proslavil se svými knihami, v nichž kritizoval modernismus. V knize Le nouveau désordre amoureux útočil na sexuální revoluci 60. let a na ideologii roku 1968 (Gilles Deleuze, Guy Debord, situacionismus). V knize La Défaite de la pensée útočil na myšlenku „kulturní politiky“, kterou ve Francii prosazoval zejména socialistický ministr kultury Jack Lang. Modernitu v ní označuje za barbarskou. Odmítá též myšlenku pokroku, náboženství humanismu, zbožnění myšlenky univerzálních lidských práv (droit-de-l'hommisme: „lidskoprávismus“) či multikulturalismus. Silně brání státní školství jako pilíř republikánské tradice. Napsal též řadu prací na téma antisemitismu, varoval především před vznikem nového antisemitismu, který je mutací islamismu a radikálního levičáctví (antisémitisme islamo-progressiste).

### České překlady
- Destrukce myšlení, Brno, Atlantis 1995.
- Co kdyby láska nikdy neskončila, Brno, Centrum pro studium demokracie a kultury, 2014
- Jedině to je přesné, Brno, Centrum pro studium demokracie a kultury, 2017
- Proslovy ve Francouzské akademii, Praha–Vysoké Mýto, Sumbalon, 2017